# 16.º Prêmio Jabuti
O 16º Prêmio Jabuti foi realizado em 1974, premiando obras literárias referentes a lançamentos de 1973.

## Prêmios
Os premiados foram:
- Lygia Fagundes Telles, Romance
- Elias José, Contos/crônicas/novelas
- José Paulo Moreira da Fonseca, Poesia
- Nelly Novaes Coelho, Estudos literários (Ensaios)
- Pedro Nava, Biografia e/ou memórias
- Cristina de Queirós, Autor revelação - Literatura adulta
- Maria Teresa Cunha De Giacomo, Literatura infantil
- Mário Guimarães Ferri, Ciências naturais ecologia
- Paul Eydoux, Melhor produção editorial
- Roldão Mendes Rosa, Melhor crítica e/ou notícia literária jornais

## Ver Também
- Prêmio Prometheus
- Os 100 livros Que mais Influenciaram a Humanidade
- Nobel de Literatura